# Tuningen
Tuningen es un municipio alemán en el distrito de Selva Negra-Baar, Baden-Wurtemberg. Está ubicado al margen oriental de la Selva Negra en la meseta de la Baar.

## Puntos de interés
- Museo de historia local[3]

## Hermanamientos
- Camogli, Italia[4]